# Miguel Sá Fernandes
Miguel Sá Fernandes (Londres, 8 de setembro de 1958) é um cenógrafo português. Foi responsável pelos cenários e figurinos de peças de teatro, novelas, séries, programas de televisão e filmes.

## Atuações de destaque
- Gente Fina é Outra Coisa (1982)
- Palavras Cruzadas (1986)
- Cinzas (1992)
- Verão Quente (1993)
- Na Paz dos Anjos (1994)
- Desencontros (1994)
- A Mulher do Senhor Ministro (1994-1997)
- Falhas e Fífias (1995)
- Roseira Brava (1995)
- Os Imparáveis (1996), Os Reis do Estúdio (1997)
- Meu Querido Avô (1997)
- Médico de Família (série) (1997-1999),
- Jornalistas (1998-1999)
- A Raia dos Medos (1999)
- João Nicolau Breyner (2000)
- Conde de Abranhos (2000)
- Estação da Minha Vida (2001)
- Olhos de Água (2001)
- Anjo Selvagem (2001-2002)
- Lusitana Paixão (2002)
- Santos da Casa (2003)
- Casos da Vida (2008) (2008)
- Camilo, o Presidente (2009)

## Televisão
- Hotel Cinco Estrelas, sitcom MANDALA, RTP 2011
- A Sagrada Família, sitcom RTP, 2010
- Camilo, o Presidente, sitcom SIC, 2009/2010
- Casos da Vida, telefilmes NBP/FEALMAR, TVI 2007/2008
- Santos da Casa, sitcom RTP, 2003
- Lusitana Paixão, telenovela RTP, 2002
- Tudo Por Amor, telenovela NBP/FEALMAR, TVI 2002
- Anjo Selvagem, telenovela NBP/FEALMAR, TVI 2001/2002
- Os Maias, série TV GLOBO, 2001
- Olhos de Água, telenovela NBP/FEALMAR, TVI 2001
- Estação da Minha Vida, série RTP, 2001
- Jardins Proibidos, telenovela NBP/FEALMAR, TVI 2000
- João Nicolau Breyner, talk-show RTP, 2000
- Conde de Abranhos, série RTP, 2000
- Bacalhau com Todos, sitcom RTP, 2000
- Jornalistas, série ENDEMOL, SIC 1999/2000
- Almeida Garrett, série RTP, 1999
- Zip Zap, programa infantil, SIC 1999
- A Raia dos Medos, série MULTICENA, RTP 1999
- Gala 25 Anos Expresso, gala SIC, 1999
- Débora, sitcom RTP, 1998
- A Última Chance, concurso ENDEMOL, SIC 1998
- Docas 2, sitcom RTP, 1998
- Assalto à Televisão, concurso 625 AUDIOVISUAIS, RTP 1998
- Médico de Família, série ENDEMOL, SIC 1997/1998
- Os Reis do Estúdio, concurso 625 AUDIOVISUAIS, RTP 1997
- Ballet Rose, série MULTICENA, RTP 1997
- Meu Querido Avô, série ZMC, 1997
- Os Principais, concurso RTP, 1996
- Os Imparáveis, sitcom RTP, 1996
- Cybermaster: Sega Saturn, concurso RTP, 1996
- Roseira Brava, telenovela NBP, RTP 1995
- Falhas e Fífias, talk-show MULTICENA, RTP 1995
- Os Trapalhões em Portugal, sitcom SIC, 1995
- Tudo ao Molho e Fé em Deus, sitcom MULTICENA 1995
- Made in Portugal, talk-show RTP, 1995
- Desencontros, telenovela NBP, RTP 1994/1995
- A Mulher do Senhor Ministro, sitcom MMM, 1994/1995
- Isto é o Agildo, sitcom RTP, 1994
- Com Peso e Medida, talk-show MULTICENA, RTP 1994
- Desculpem Qualquer Coisinha, sitcom MMM, 1994
- Quem Casa, Quer Casa, concurso TVI, 1994
- Na Paz dos Anjos, telenovela NBP, RTP 1993/1994
- Verão Quente (telenovela), telenovela NBP, RTP 1993
- Telhados de Vidro, telenovela TVI, 1992/1993
- Cinzas, telenovela NBP, RTP 1992
- O Último dos Marialvas, teatro televisivo, RTP 1991
- Clube Disney, programa infantil, RTP 1991
- O Posto, série RTP, 1990
- Haja Música, talk-show RTP, 1989
- Homens da Segurança, série ATLÂNTIDA, RTP 1988
- Daqui Fala o Morto, teatro televisivo, RTP 1988
- Eu Show Nico, série RTP, 1987/1988
- Criada para Todo o Serviço, teatro televisivo, RTP 1987
- Lá em Casa Tudo Bem, sitcom RTP, 1987
- Palavras Cruzadas, telenovela ATLÂNTIDA, RTP 1986
- O Pato, teatro televisivo, RTP 1986
- Badaró, série RTP 1985
- Chuva na Areia, telenovela RTP, 1984
- Origens, telenovela EDIPIM, RTP 1983
- Gente Fina é Outra Coisa, série EDIPIM, RTP 1982